# Damsel (2018)
Damsel is een Amerikaanse komische westernfilm uit 2018, geschreven en geregisseerd door David en Nathan Zellner.

## Verhaal
Samuel Alabster is een rijke pionier die op reis gaat om zijn geliefde te trouwen terwijl de dronkaard Parson Henry op zijn minipaard Butterscotch het Wilde Westen doorkruist. Penelope is een vrouw die haar eigen weg heeft gevonden en Rufus Cornell is een gemene klootzak. Hun paden kruisen elkaar met alle gevolgen van dien.

## Rolverdeling
| Acteur           | Personage        |
| ---------------- | ---------------- |
| Robert Pattinson | Samuel Alabaster |
| Mia Wasikowska   | Penelope         |
| David Zellner    | Parson Henry     |
| Robert Forster   | oude predikant   |
| Nathan Zellner   | Rufus Cornell    |
| Joe Billingiere  | Zacharia         |

## Release
Damsel ging op 23 januari 2018 in première op het Sundance Film Festival.